# Acritoptila globosa
Acritoptila globosa is een schietmot uit de familie Hydroptilidae. De soort komt voor in het Australaziatisch gebied.